# Vacuna inactivada

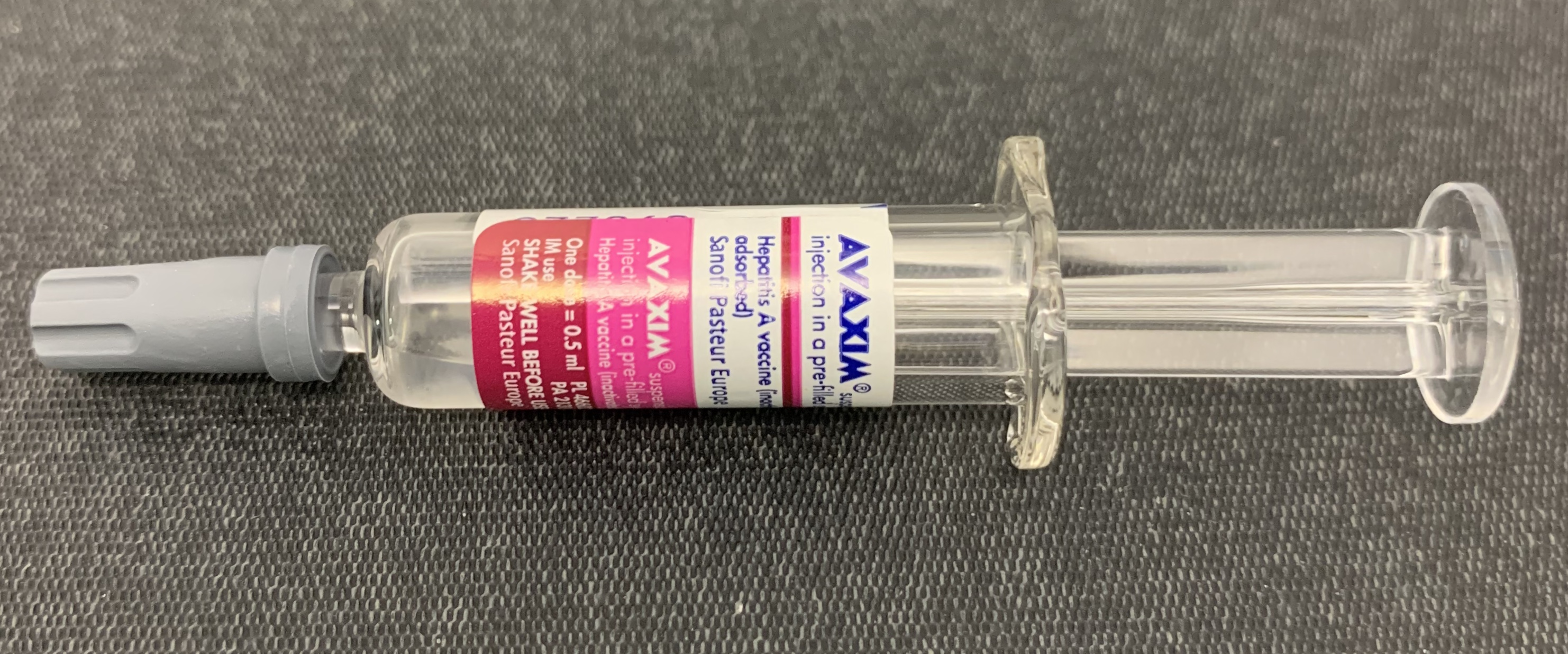
Avaxim, nombre comercial de la vacuna contra la hepatitis A, jeringa precargada

Una vacuna inactivada (o vacuna muerta) es una vacuna que consiste en partículas de virus, bacterias u otros agentes patógenos que se han cultivado en cultivo y luego pierden capacidad de producción de enfermedades. En contraste, las vacunas vivas usan patógenos que aún están vivos (pero casi siempre están atenuados, es decir, debilitados). Los patógenos para las vacunas inactivadas se cultivan en condiciones controladas y se eliminan como un medio para reducir la infectividad (virulencia) y así prevenir la infección mediante la vacuna. El virus se mata utilizando un método como el calor o el formaldehído. 
Las vacunas inactivadas se clasifican además según el método utilizado para inactivar el virus. Las vacunas de virus enteros usan la partícula de virus completa, completamente destruida usando calor, productos químicos o radiación. Las vacunas de virus divididos se producen usando un detergente para interrumpir el virus. Las vacunas de subunidades se producen mediante la purificación de los antígenos que estimulan mejor el sistema inmunitario para generar una respuesta al virus, al tiempo que eliminan otros componentes necesarios para que el virus se replique o sobreviva o que puedan causar reacciones adversas. 
Debido a que los virus inactivados tienden a producir una respuesta más débil por parte del sistema inmune que los virus vivos, se pueden requerir adyuvantes inmunológicos y múltiples inyecciones de "refuerzo" para proporcionar una respuesta inmune efectiva contra el patógeno inactivado. Las vacunas atenuadas a menudo son preferibles para personas generalmente sanas porque una dosis única a menudo es segura y muy efectiva. Sin embargo, algunas personas no pueden recibir vacunas atenuadas porque el patógeno representa demasiado riesgo para ellas (por ejemplo, personas mayores o personas con inmunodeficiencia). Para esos pacientes, una vacuna inactivada puede proporcionar protección. 

## Ejemplos
Los tipos incluyen: 
- Virales: la vacuna antipoliomielítica de Salk, la vacuna contra la gripe[4]
- Bacteriales: vacuna contra la fiebre tifoidea, vacuna contra la tos ferina, vacuna contra el cólera, y vacuna contra la peste

Las vacunas inactivadas se contrastan con las vacunas atenuadas o vacunas "vivas".

## Mecanismo
Las partículas patógenas se destruyen y no se pueden dividir, pero los patógenos mantienen parte de su integridad para que el sistema inmunitario los reconozca y provoque una respuesta inmunitaria adaptativa. Cuando se fabrica correctamente, la vacuna no es infecciosa, pero una inactivación inadecuada puede provocar que resten agentes intactos e infecciosos. Debido a que los patógenos muertos en una vacuna producida adecuadamente no se reproducen, se requieren inyecciones de refuerzo periódicamente para reforzar la respuesta inmune.